# 왕불해
왕불해(王不害, ? ~ 기원전 133년)는 전한 중기의 제후로, 개국공신 왕흡의 증손이다.

## 생애
경제 4년(기원전 153년), 아버지 왕강의 뒤를 이어 청양후(淸陽侯)에 봉해졌다.
원광 2년(기원전 133년)에 죽으니 시호를 애(哀)라 하였고, 자식이 없어 봉국은 폐지되었다. 이후 선제 치세인 원강 4년(기원전 62년), 왕흡의 현손인 장안대부(長安大夫) 왕충국(王充國)이 조서를 받고 가문을 일으켰다.

## 출전
- 사마천, 《사기》 권18 고조공신후자연표
- 반고, 《한서》 권16 고혜고후문공신표

| 전임 아버지 청양효후 왕강 | 전한의 청양후 기원전 152년 ~ 기원전 133년 | 후임 (봉국 폐지) |